# Třída Niterói
Třída Niterói je třída fregat brazilského námořnictva. Jedná se o typ Vosper Mk 10 od anglické loďařské firmy Vosper Thornycroft. Mezi lety 1974–1980 bylo dokončeno šest jednotek této třídy – Niterói, Defensora, Constituição, Liberal, Independência a União. Všechny jsou stále v aktivní službě.

## Stavba

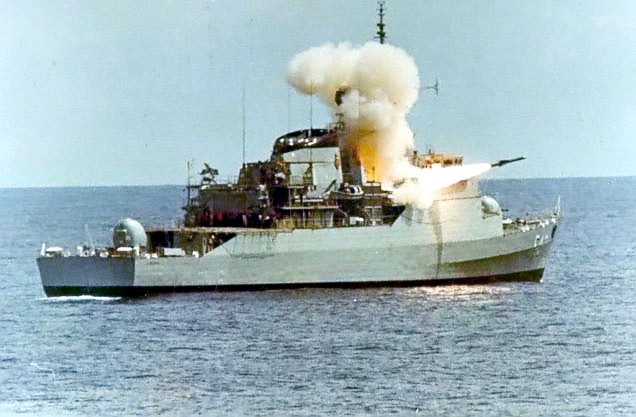
Odpálení střely Exocet z fregaty Liberal

Fregaty byly objednány roku 1970 u britské firmy Vosper Thornycroft. První čtyři jednotky postavily Britové, zatímco fregaty Independência a União postavila domácí loděnice Arsenal de Marinho v Rio de Janeiru. Všechny jednotky byly dodány v průběhu let 1976–1980. Stavba v domácích loděnicích se přitom poněkud protáhla. V polovině 80. let byla dokončena ještě cvičná fregata Brasil stejné konstrukce, ovšem bez senzorů a výzbroje. Slouží k výcviku.
Jednotky třídy Niterói:
| Jméno               | Verze          | Spuštěna        | Vstup do služby    | Status                    |
| ------------------- | -------------- | --------------- | ------------------ | ------------------------- |
| Niterói (F40)       | protiponorková | 8. února 1974   | 20. listopadu 1976 | vyřazena 28. června 2019. |
| Defensora (F41)     | protiponorková | 27. března 1975 | 5. března 1977     | aktivní.                  |
| Constituição (F42)  | protiponorková | 15. dubna 1976  | 31. března 1978    | aktivní.                  |
| Liberal (F43)       | protiponorková | 7. února 1977   | 18. listopadu 1978 | aktivní.                  |
| Independência (F44) | víceúčelová    | 2. září 1974    | 3. září 1979       | aktivní.                  |
| União (F45)         | víceúčelová    | 15. března 1975 | 12. září 1980      | aktivní.                  |
| Brasil (U27)        | cvičná         | 2. září 1983    | 21. srpna 1986     | aktivní.                  |

## Konstrukce

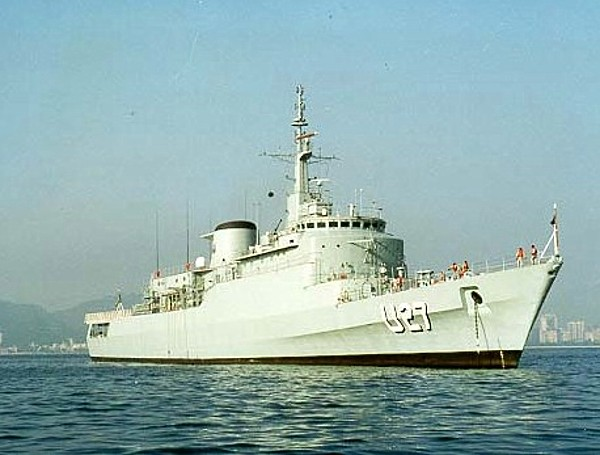
Cvičná loď Brasil

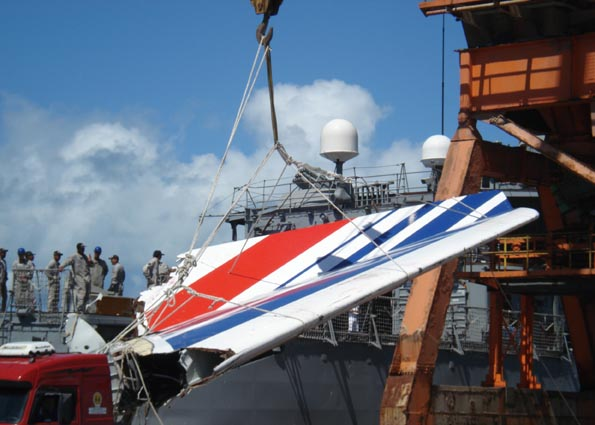
Fregata Constituição vykládá v Recife nalezenou část zříceného stroje Airbus A330 letu Air France 447

Jednotky Niterói, Defensora, Constituição a Liberal byly koncipovány jako protiponorkové fregaty, zatímco Independência a União byly vyrobeny pro víceúčelové použití. Protiponorkové fregaty nesou dělovou věž se 114mm kanónem Vickers Mk 8 na přídi a dva 40mm kanóny. Dále nesou protiponorkový systém Ikara, jeden dvojitý 375mm protiponorkový raketomet Bofors a dva trojhlavňové 324mm protiponorkové torpédomety. K boji proti letadlům slouží dvě trojitá odpalovací zařízení britských protiletadlových střel Seacat. Na přelomu tisíciletí byly všechny fregaty modernizovány.
Dvojice víceúčelových nenese protiponorkový systém Ikara, ale má na jeho místě druhou dělovou věž se 114mm kanónem. Rovněž má mezi hlavní nástavbou a komínem dvě dvojitá odpalovací zařízení protilodních střel MM.38 Exocet. Ty byly později instalovány i na zbylé fregaty.
Pohonný systém je koncepce CODOG. Pro plavbu cestovní rychlostí slouží čtyři diesely MTU 16V 956 TB91, každý o výkonu 3940 hp, přičemž v bojové situaci lodě pohánějí dvě plynové turbíny Rolls-Royce Olympus TM3B, každý o výkonu 28 000 hp. Lodní šrouby jsou dva. Nejvyšší rychlost je 30 uzlů a cestovní rychlost 22 uzlů. Dosah je 5300 námořních mil při rychlosti 17 uzlů.

### Modernizace
Brazilské námořnictvo plánuje modernizaci bojového řídícího systému u tří fregat. Původní verze SICONTA MK.II má být do roku 2021 nahrazena verzí SICONTA MK.II Mod.1.